# Joseph ha-Kohen
Joseph ha-Kohen (* 20. Dezember 1496 in Avignon; † nach 1577 in Genua) war ein jüdischer Arzt und Chronist in Italien.

## Leben
Die Eltern von ha-Kohen kamen bei der Vertreibung der Juden aus Spanien nach Avignon, wo Joseph nach eigenen Angaben 1496 geboren wurde. Als die Juden 1501 auch aus der Provence vertrieben wurden, zog die Familie weiter nach Genua. Hier verbrachte Joseph ha-Kohen seine Jugend und erfuhr eine umfassende Bildung in Philologie und Medizin. Nach der Vertreibung aus Genua übersiedelte die Familie 1516 ins nahe Novi Ligure, wo ha-Kohen sich mit der Tochter eines sefardischen Rabbis verheiratete. Ab 1538 praktizierte ha-Kohen wieder für zwölf Jahre in Genua, musste die Stadt aber 1550 nach einem weiteren Vertreibungsdekret erneut verlassen. Er zog nach Voltaggio, wo ihm die Stelle als Stadtarzt angeboten wurde. Hier erhielt er das Ansiedlungsrecht als Joseph de Sacerdotibus, hebreo medico. Als 1567 das Vertreibungsdekret auch auf Voltaggio ausgedehnt wurde, wich ha-Kohen für einige Zeit ins Herzogtum Monferrato aus. Ab 1571 etablierte er sich wieder in Genua, wo er nach 1577 starb.

## Werke
Neben seiner Tätigkeit als Arzt beschäftigte sich ha-Kohen intensiv mit Geschichte. 1554 erschien in Sabbioneta sein Hauptwerk Divre ha-yamim le-malkhe Sarefat u-vet Otoman ha-Togar (Chronik der Könige von Frankreich und der Dynastie Ototman des Türken). In der Form von Annalen beschrieb er die Geschichte Frankreichs und des Osmanischen Reiches und flocht Ereignisse aus der jüdischen Geschichte ein.
Angeregt durch die Lektüre von Samuel Usques Consolacam as tribulacoens de Israel (1553) begann er sein zweites Hauptwerk Emek ha-bacha (Emeq ha-Bakha; das Tränental). Diese Chronik behandelt die jüdische Geschichte von der Schöpfung bis zur Gegenwart, mit Schwergewicht auf der Martyrologie des jüdischen Volkes. Joseph ha-Kohen überarbeitet Emek ha-bacha mehrfach, das letzte Mal 1575. Das Buch zirkulierte in mehreren Handschriften. Teile davon wurden in italienischen Synagogen am 9. Ab gelesen. Eine erste gedruckte Version erschien 1852 in Hebräisch; eine deutsche Übersetzung wurde 1858 publiziert.
Neben seinen geschichtlichen Werken verfasste Ha-Kohen eine Anzahl anderer Schriften. Er ist Autor von medizinischen Traktaten und auch von Gedichten. Um seine Leser mit der allgemeinen Geschichte bekannt zu machen, übersetzte und bearbeitete er das völkerkundliche Werk Omnium gentium mores, leges et ritus des Johannes Boemus und die Historia de las Indias y Conquista de México des Francisco López de Gómara.
Ausgaben
- Divre ha-yamim (Franko-türkische Chronik)
  - Sefer divre ha-yamim le-malkhe Sarefat u-vet Otoman ha-Togar. Erstdruck Sabionetta 1544.
  - Sefer divre ha-yamim le-malkhe Sarefat u-malkhe vet Otoman ha-Togar, helek shelishi. D.A. Gross (Hg.), Jerusalem 1955.

- Emek ha-bacha (Tränental)
  - Emek habaca: Historia persecutionum Judaeorum (...) a Josepho Hacohen M. Letteris (Hg.), Erstdruck Wien 1852.
  - Emek habacha (deutsch übers, von M. Wiener), Leipzig 1858. online
  - Sefer Emeq ha-Bakha (The vale of tears) with the Chronicle of the Anonymous Corrector. Karin Almbladh (Hg.), Uppsala 1981 ISBN 91-554-1143-6.
- Iggerot (Briefe)
  - The letters of Joseph ha-Kohen, the author of Emeq ha-bakha. Abraham David (Hg.), Jerusalem 1985.
- Übersetzungen und Bearbeitungen
  - Sefer ha-Indiʾah ha-ḥadashah. Ṿe-Sefer Fernando Ḳorṭe (1553) Mosheh Lazar (Hg.), Lancaster 2002. ISBN 0-911437-96-7